# El Pinar (Granada)
El Pinar egy község Spanyolországban, Granada tartományban. El Pinar Lecrín, Lanjarón, Órgiva, Vélez de Benaudalla, Los Guájares és El Valle községekkel határos. Lakosainak száma 870 fő (2024).

## Nevezetességek
A község mai közigazgatási területén található a Tablate nevű elhagyott falu, ahol még ma is látható egy régi kőhíd, a tablatei kőhíd.

## Népesség
A település népessége az elmúlt években az alábbi módon változott:
| Lakosok száma | 1182 | 1119 | 1088 | 1039 | 1009 | 1001 | 962  | 877  | 886  | 870  |
|               | 2001 | 2004 | 2006 | 2009 | 2011 | 2014 | 2016 | 2019 | 2021 | 2024 |